# Miecislau I de Polònia
Miecislau I o Mieszko I (vers 935 - 25 de maig de 992), fill del semillegendari Siemomysł, va ser el primer duc Piast històricament conegut del polans, que donaven el seu nom al país que més tard s'anomenaria Polònia. Miecislau no era el nom real del duc sinó que se li donava més tard - els documents contemporanis l'anomenaven Mesco, Misico, Mesico, Msko o similar, amb una excepció estranya - també apareixia com Dagome en un document anomenat Dagome iudex.

## Orígens

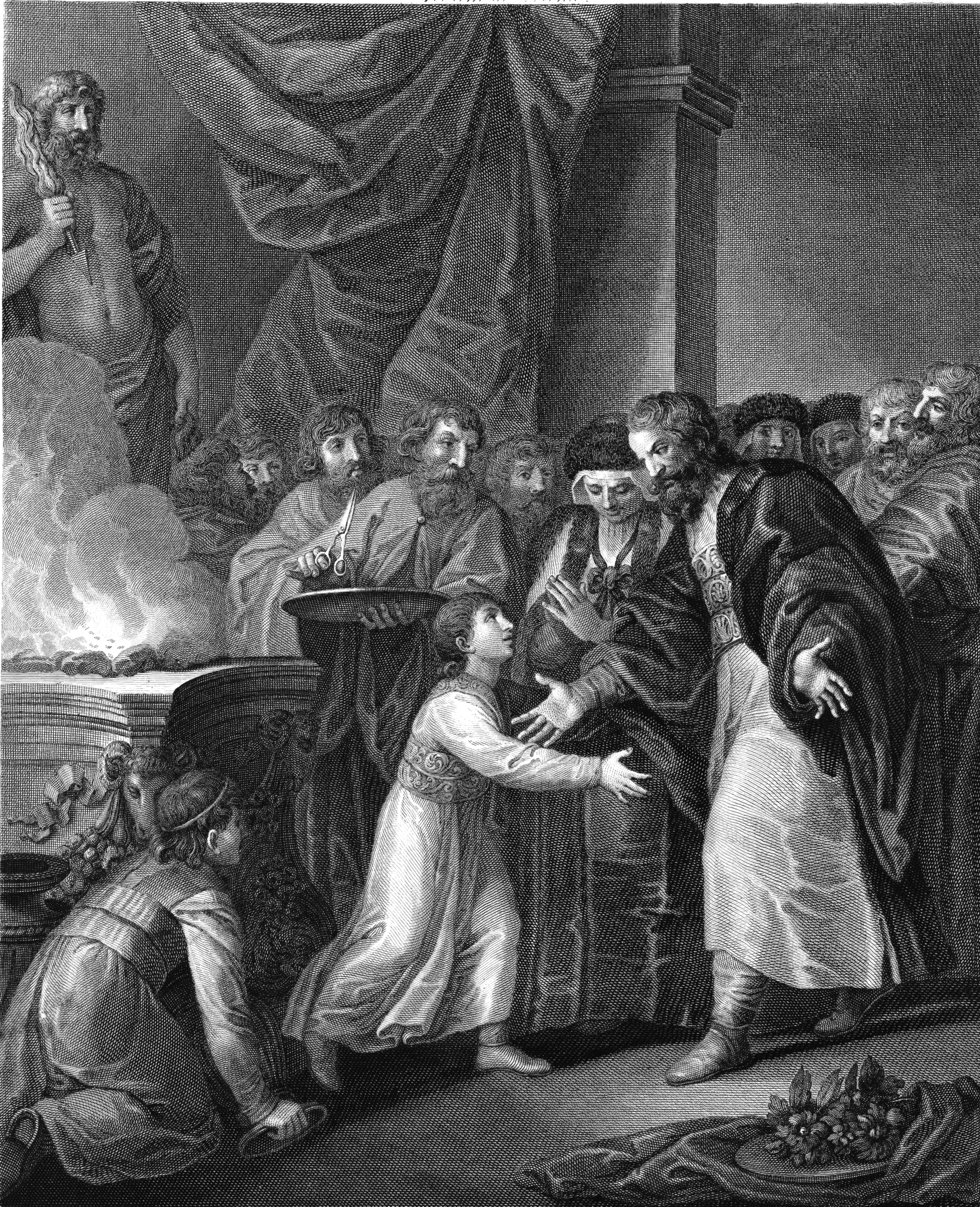
Segons una llegenda, Miecislau va ser cec durant els primers set anys de vida i va guanyar la vista durant el postrzyżyny (primera tallada de cabells), que era un ritual pagà del dret de pas.

No hi ha informació certa sobre la vida de Miecislau abans que prengués el control de les seves terres. Només la Crònica de la Petita Polònia dona la data del seu naixement entre els anys 920–931 (segons la versió del manuscrit); tanmateix, els investigadors moderns no reconeixen la crònica com una font fiable. Diversos historiadors basant-se en les seves investigacions van postular que la data del naixement de Miecislau era entre 922–945; l'activitat del duc en els seus últims anys de vida apropa la data del seu naixement a aquest darrer any.
Tradicionalment, s'ha pensat que el nom de Miecislau era un diminutiu de Mieczysław, però això és refutat per la majoria dels historiadors moderns. Segons una llegenda descrita per primera vegada per Gallus Anonymus, Miecislau va ser cec durant els seus primers set anys de vida. Aquesta típica al·legoria medieval es referia al seu paganisme més que a una discapacitat real. Un altre nom de Miecislau, Dagome, apareix al document de Dagome iudex, encara que el seu origen és incert. Els historiadors especulen que es va derivar del nom cristià adoptat per Miecislau, Dagobert o una abreviatura dels dos noms: Dago per Dagobert i jo per Miecislau.
Tenia probablement una germana de nom desconegut, i dos germans: un d'ells, de nom desconegut, morí en batalla al voltant de 964 i el segon, nomenat Czcibor, va ajudar a Miecislau a derrotar el comte Odo I de la Marca Oriental de Saxònia en la batalla de Cedynia el 972.

## Regnat
El seu regnat va començar al voltant de 960 a la Gran Polònia (Wielkopolska), Cuiàvia (Kujawy) i possiblement a Pomerània oriental. La primera etapa de Miecislau estigué dominada per la disputa amb les tribus dels velets i volinians de la zona del Mar Bàltic, i el seu aliat, el comte saxó Wichman. El 965 es casà amb Doubravka de Bohèmia, filla de Boleslau I de Bohèmia i es batejà el 966, probablement sota la influència de la seva muller cristiana o potser per a evitar la confrontació amb el Sacre Imperi Romanogermànic a l'oest. Construïa una església dedicada a Sant Jordi a Gniezno i el 968 fundava la primera catedral polonesa a Poznań dedicada a Sant Pere. Aquests esdeveniments són també coneguts com el baptisme de Polònia. En el 967 havia conquerit, almenys parcialment, Pomerània occidental.

### La Guerra del margravi Geró; l'homenatge de Miecislau a l'emperador
L'any 963 el marcgravi Geró va conquerir els territoris ocupats per les tribus polabians lusàcia i słupian, i com a resultat va entrar en contacte directe amb l'estat polonès. Al mateix temps (al voltant del 960) Miecislau I va començar la seva expansió contra les tribus dels volinians i els lutici. La guerra va ser registrada pel viatger Abraham ben Jacob. Segons ell, Miecislau I havia lluitat contra la tribu Weltaba, comunament identificada amb els Veleti. Wichmann el Jove, un noble saxó que aleshores era líder d'una banda d'eslaus polabis, va derrotar a Miecislau dues vegades, i cap al 963 un germà de Miecislau, del qual es desconeix el nom, va morir en combat. Les fronteres a la desembocadura del riu Òder també van ser desitjades pels margravis alemanys. A més, la Bohèmia Veleti, que en aquell moment posseïa les regions de Silèsia i la Petita Polònia, constituïa un perill per al jove estat dels polons. La crònica de Thietmar planteja alguns problemes d'interpretació de la informació sobre l'atac del margravi Gero a les tribus eslaves, com a resultat de la qual suposadament es va subordinar a l'autoritat de l'emperador Lusàcia i els Selpuli, és a dir les tribus słupians i també Miecislau amb els seus súbdits. Segons la majoria d'historiadors moderns, Thietmar va cometre un error resumint la crònica de Widukind, col·locant allí la incursió de Geró en comptes de la lluita que Miecislau va dur a terme en aquella època contra Wichmann el Jove. Altres fonts no fan esment d'aquesta conquesta i de posar l'estat polonès en el mateix peu que els eslaus polabis. D'altra banda, els partidaris de la teoria de la invasió de Gero creuen que el margravi realment va dur a terme una invasió reeixida, com a resultat de la qual Miecislau I es va veure obligat a rendir homenatge a l'emperador Otó I i també es va veure obligat a adoptar el catolicisme mitjançant l'Església alemanya. La tesi que proposa la introducció del catolicisme arran d'aquesta guerra no troba confirmació en les fonts alemanyes.
Segons la crònica de Thietmar, Miecislau va rendir homenatge a l'emperador des de les terres usque a Vurta fluvium (fins al riu Vartaa). Amb tota probabilitat Miecislau va decidir pagar tribut per evitar una invasió semblant a la que havia patit Lusàcia. Aquest homenatge tindria lloc l'any 965, o a tot tardar l'any 966. Molt probablement el tribut només s'aplicava a la terra de Lubusz, que es trobava a l'esfera d'influència alemanya. Aquesta comprensió de la qüestió del tribut explica que ja l'any 967 Miecislau I fos descrit a les cròniques saxones com l'amic de l'emperador (o aliat, partidari, en llatí: amicus imperatoris).
A la mort de Geró el 965, la seva vasta Marca Geronis es va dividir en diverses marques més petites i el poder a la zona fou exercit per senyors de la guerra sense control. Miecislau va aprofitar l'ocasió per capturar l'estuari poc defensat i econòmicament important de l'Oder al mar Bàltic, per tal d'assegurar la seva influència a Pomerània fins a Wolin. Al seu torn, Odó I havia estat investit marcgrau la Marca Oriental de Saxònia per l'emperador i era l'encarregat de recollir tributs de les tribus que interessaven a Miecislau.
Miecislau i el seu poble van ser descrits cap a l'any 966 per Abraham ben Jacob, un viatger jueu sefardita, que en aquell moment va visitar la cort de Praga del duc Boleslau I de Bohèmia. Abraham va presentar Miecislau I com un dels quatre reis eslaus, regnant sobre una vasta àrea del nord, amb una força militar molt apreciada i substancial a la seva disposició. Registres contemporanis més precisos sobre Miecislau van ser compilats per Widukind de Corvey i, mig segle més tard, pel bisbe Thietmar de Merseburg.
Quan Miecislau I va prendre el relleu del seu pare, la federació tribal dels polans de la Gran Polònia s'havia anat expandint activament durant algun temps. Continuant aquest procés, potser en els primers anys del regnat de Miecislau, si no ho havia fet ja el seu pare, Miecislau I va conquerir Masòvia. Probablement també durant aquest període o abans, es va obtenir almenys una part de la Pomerània de Gdańsk. Aleshores, els interessos de Miecislau es van concentrar principalment en les àrees ocupades per les branques orientals (és a dir, prop del riu Òder) dels eslaus polabis.
En el moment d'arribar al poder, el territori no estava unificat i va construir uns quants castells al voltant del seu país. Els més importants eren els de: Poznań, Gniezno i Ostrów Lednicki. Aquest darrer era una fortalesa en forma d'anell d'aproximadament 140 m de diàmetre, contenint la seva residència, un palau de pedra, que venia a ser la primera arquitectura monumental del país. Alguns historiadors suggereixen que Miecislau havia promès fidelitat a l'emperador Otó I el Gran, a l'emperador Otó II i una altra vegada a l'emperador Otó III. Tanmateix, hi ha molta discrepància sobre aquest punt des del costat polonès - principalment si la seva fidelitat representava la totalitat de Polònia, o només una part.

### Matrimoni i conversió al cristianisme

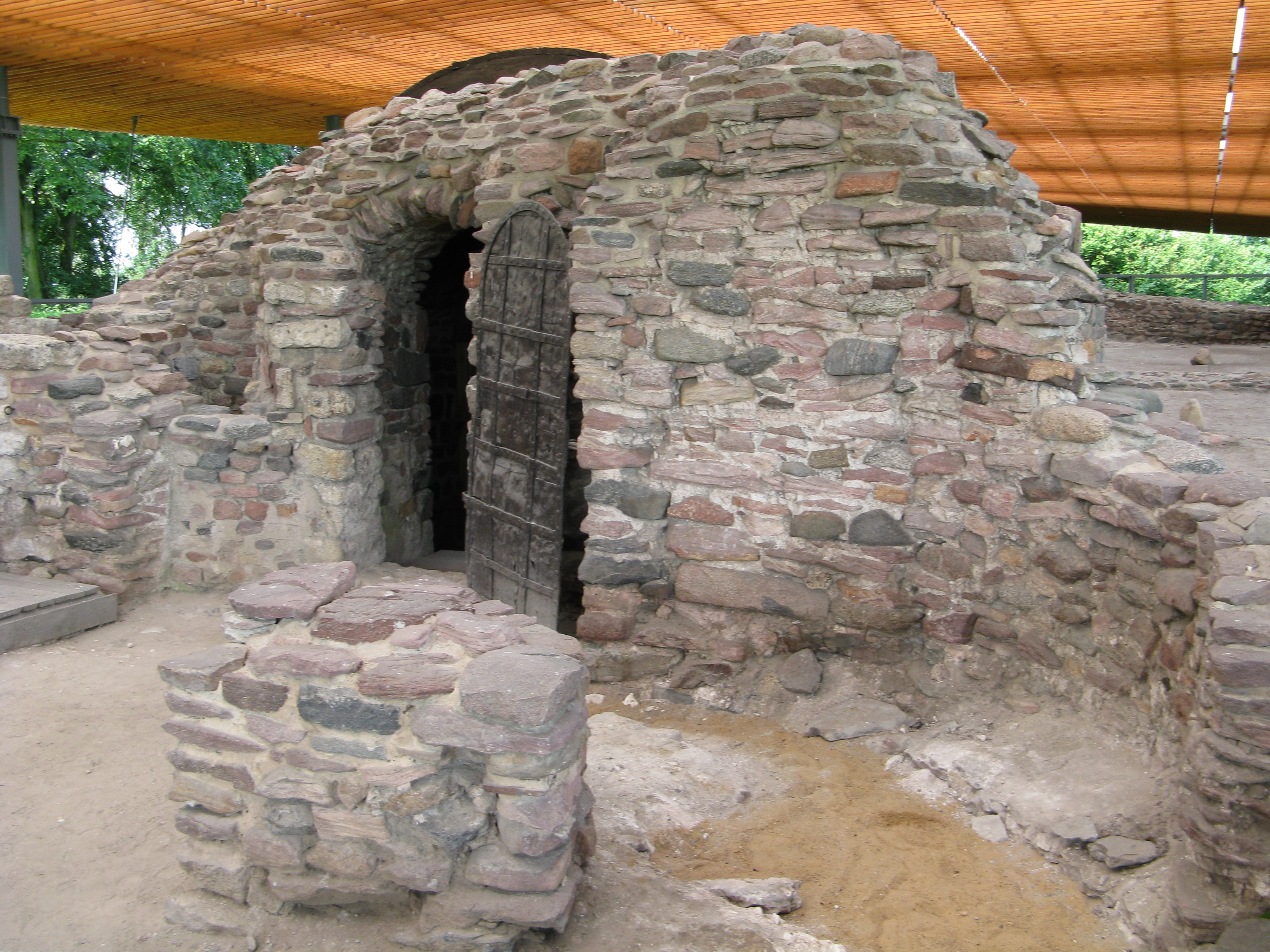
Ostrów Lednicki, ruïnes de palatium i capella

Probablement l'any 964 Miecislau va iniciar negociacions amb Boleslau I, duc de Bohèmia. Com a resultat, l'any 965 Miecislau es va casar amb la seva filla Dobrawa (també anomenada Dobrava, Doubravka o Dąbrówka). És probable que aquesta aliança política polonesa-bohèmia hagi estat iniciada pel governant polonès. És probable que el matrimoni es va concertar oficialment el febrer de 965.
El següent pas va ser el bateig de Miecislau. Hi ha diferents hipòtesis sobre aquest esdeveniment. Molt sovint s'assumeix que va ser una decisió política, destinada a acostar l'estat de Miecislau als txecs i facilitar les seves activitats al territori dels eslaus polabis. Al mateix temps, el baptisme va reduir la probabilitat de futurs atacs dels margravis alemanys i els va privar de l'oportunitat d'intentar la cristianització de les terres de Miecislau per la força. Un motiu addicional podria ser el desig de Miecislau d'eliminar del poder la influent classe de sacerdots pagans, que podria haver estat bloquejant els seus esforços per establir un govern més centralitzat.
Una hipòtesi diferent es relaciona amb l'esmentada acceptació de la veracitat de la invasió de Polònia per part de Gero. Segons ella, va ser l'atac del margravi el que va forçar la catolització, que havia de ser un acte de subordinació a l'emperador, fet sense la mediació del Papa.

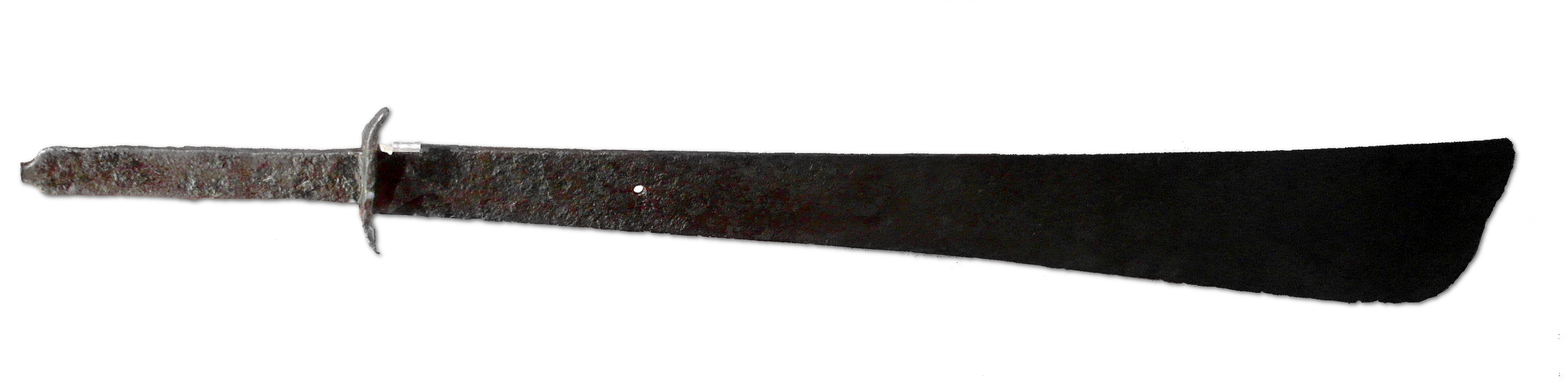
L'espasa de Pere, una relíquia religiosa regalada pel papa Joan XIII a Miecislau o Jordan, primer bisbe polonès. Va arribar a Polònia cap al 968, després de la conversió de Miecislau.

Encara altres motius eren responsables segons Gallus Anonymus, qui va afirmar que va ser Dobrawa qui va convèncer al seu marit de canviar la seva religió. Així mateix, el cronista Thietmar atribueix la conversió de Miecislau a la influència de Dobrawa. No hi ha raons per a negar el paper de Dobrawa en l'acceptació del catolicisme romà per part de Miecislau; no obstant això, acreditar a les esposes dels governants amb influència positiva sobre les accions dels seus marits era una convenció comuna en aquest moment.
Generalment es reconeix que el bateig de Miecislau I va tenir lloc l'any 966. El lloc és desconegut; podria haver passat en qualsevol de les ciutats de l'Imperi (possiblement Ratisbona), però també en una de les ciutats poloneses com Gniezno o Ostrów Lednicki. La creença que el baptisme es va fer a través dels txecs per evitar la dependència d'Alemanya i l'Església alemanya és incorrecta, perquè Bohèmia no tindria la seva pròpia organització eclesiàstica fins al 973. En el moment del bateig de Miecislau, l'establiment de l'església bohèmia existent formava part de la diòcesi de Regensburg. Així, si el governant polonès acceptava el baptisme per mediació de Praga, s'havia de sancionar a Ratisbona. Tanmateix, el vocabulari religiós (paraules com baptisme, sermó, pregària, església, apòstol, bisbe o confirmació) es va adoptar de la llengua txeca i havia de provenir del seguici de Dobrawa i dels elements de l'església que van arribar amb ella. Potser amb ella també vingué el primer bisbe polonès, Jordània. Podria ser que la raó de la preferència txeca de Miecislau fos l'existència a Bohèmia d'una missió que seguia els preceptes dels germans romans d'Orient i posteriors sants Ciril i Metodi, que desenvoluparen i realitzaren la litúrgia en el ritu eslau, més fàcil d'entendre. per Miecislau i els seus súbdits. La branca de l'església de ritu eslau havia sobreviscut a Bohèmia durant cent anys més després del bateig de Miecislau.

### Conquesta de Pomerània

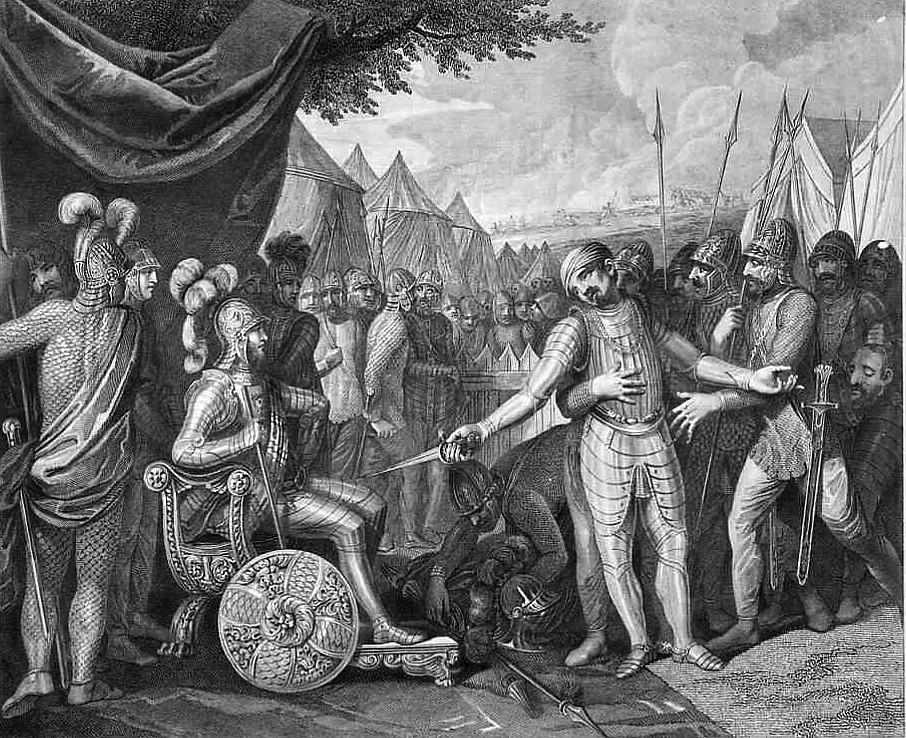
Wichmann el Jove es rendeix al príncep polonès Miecislau de Franciszek Smuglewicz (principis del)

Molta de l'activitat militar de Miecislau va ser al llarg de la costa del mar Bàltic, en el territori més tard anomenat Pomerània. Després de la normalització de les relacions amb el Sacre Imperi Romanogermànic i Bohèmia, Miecislau I va tornar als seus plans per conquerir la part occidental de Pomerània. El 21 de setembre de 967 les tropes polonesos-bohèmies es van imposar en la batalla decisiva contra els wolinians dirigida per Wichmann el Jove, que va donar a Miecislau el control de la desembocadura del riu Odra. Els margravis alemanys no s'havien oposat a les activitats de Miecislau a Pomerània, potser fins i tot els donaven suport; la mort del rebel Wichmann, que va sucumbir a les seves ferides poc després de la batalla, podria haver estat d'acord amb els seus interessos. Un incident revelador va tenir lloc després de la batalla, un testimoni de l'alt standing de Miecislau entre els dignataris de l'Imperi, just un any després del seu bateig: Widukind de Corvey va informar que el moribund Wichmann va demanar a Miecislau que lliurés les armes de Wichmann a l'emperador Otó I, a qui Wichmann. estava relacionat. Per a Miecislau la victòria havia de ser una experiència satisfactòria, sobretot a la llum de les seves derrotes passades infligida per Wichmann.
No es coneix el resultat exacte dels combats de Miecislau a l'oest de Pomerània. La pèrdua posterior de la regió per part del fill de Miecislau, Boleslau I de Polònia, suggereix que la conquesta va ser difícil i el control sobre aquest territori força tènue. En una versió de la llegenda de sant Adalbert de Praga (conegut en polonès com a Wojciech) s'escriu que Miecislau I tenia la seva filla casada amb un príncep de Pomerània, que abans voluntàriament va ser rentat amb l'aigua beneita del baptisme a Polònia. La informació anterior, així com el fet que Bolesław va perdre Pomerània Occidental, suggereix que la regió no va ser realment incorporada a l'estat polonès, sinó que només es va convertir en un feu. Aquesta conjectura sembla confirmada en la introducció del primer volum de les cròniques de Gallus Anonymus sobre els pomeranis: «Tot i que sovint els líders de les forces derrotades pel duc polonès van buscar la salvació en el baptisme, tan aviat com van recuperar les seves forces, van va repudiar la fe cristiana i va començar de nou la guerra contra els cristians».

### Guerra contra el margravi Odo I de la Marca Oriental de Saxònia
El 972 Polònia va ser atacada per Odo I, margravi de la Marca Oriental de Saxònia. Segons les cròniques de Thietmar, Odo va actuar de manera unilateral, sense el consentiment de l'emperador: « Mentrestant, el noble margravi Odo, després d'haver reunit el seu exèrcit, va atacar Miecislau, que ha estat fidelment tributant a l'emperador (per les terres) a dalt del riu Warta».
Hi ha diferents hipòtesis sobre els motius d'aquesta invasió. Possiblement, el margravi Odo volia aturar el creixent poder de l'estat polonès. Molt probablement Odo volia protegir l'estat wolinià, que considerava la seva zona d'influència, de la presa de poder polonesa. Possiblement, els mateixos wolinians van trucar al margravi i li van demanar ajuda. En qualsevol cas, les forces d'Odo es van traslladar i el 24 de juny de 972 es van enfrontar dues vegades amb l'exèrcit de Miecislau al poble de Cidini, comunament identificat amb Cedynia. Al principi, el margravi va derrotar les forces de Miecislau; posteriorment, el germà del duc Czcibor va derrotar els alemanys en l'etapa decisiva, causant grans pèrdues entre les seves tropes. Pot ser que Miecislau va organitzar intencionadament la retirada, que va ser seguida d'un atac sorpresa al flanc de les tropes alemanyes que perseguien. Després d'aquesta batalla, Miecislau i Odo van ser cridats a la Dieta Imperial de Quedlinburg l'any 973 per explicar i justificar la seva conducta. Es desconeix el judici exacte de l'Emperador, però és segur que la sentència no es va dur a terme perquè va morir poques setmanes després de la Dieta. Normalment s'assumeix que la sentència era desfavorable per al governant polonès. Els Annals of Altaich indiquen que Miecislau no va estar present a Quedlinburg durant la reunió; en canvi, va haver d'enviar com a ostatge el seu fill Boleslau.
El conflicte de Miecislau amb Odo I va ser un esdeveniment sorprenent perquè, segons Thietmar, Miecislau respectava molt el margravi. Thietmar va escriure que «Miecislau no portaria mai la seva roba d'exterior a una casa on Odo estigués present, ni romandria assegut després que Odo s'hagués aixecat». Es creu que, en termes pràctics, la victòria a Cedynia va segellar el destí de Pomerània Occidental com a dependència de Miecislau.
Miecislau arribà a la boca del riu Oder (Odra) el 976, i la posició de Miecislau com a governant de l'àrea quedà assegurada el 979 en derrotar la força invasora de l'emperador Otó II del Sacre Imperi. L'any següent celebrà la seva conquesta provisional dedicant una fortalesa a Gdańsk. Aquests assentaments havien existit des de feia mil·lennis i els territoris pomerans i prussians s'encavalcaven a la boca del riu Vístula.

### Adquisicions a l'est

Polònia sota el domini de Miecislau, c. 960 –992

Segons la investigació arqueològica, durant la dècada de 970 la regió de Sandomierz i la zona de Przemyśl habitada pels lendians es van incorporar a l'estat polonès. Res d'això és segur per la manca de fonts escrites. És possible que especialment la zona de Przemyśl, també habitada pels croats blancs, pertanyés en aquella època a Bohèmia, que suposadament s'estenia fins al riu Bug i el riu Styr. La Crònica Primària afirma que l'any 981 Vladímir I de Kíev de la Dinastia ruríkida «va anar cap als Lachy i va prendre les seves ciutats: Przemyśl, Czerwień i altres reductes (...)». La interpretació exacta d'aquest passatge és incerta, perquè la paraula rutena Lachy significava tant els polonesos en general com els Lendis del sud-est. La conquesta de Sandomierz per part de Miecislau també podria haver tingut lloc més tard, juntament amb la presa del poder dels Vistulans (Petita Polònia occidental i central). Tanmateix, Widukind al segle X esmenta que Miecislau va governar la tribu Sclavi de Licicaviki, que s'identifica amb els Lendians.
Alguns historiadors suggereixen que les Fortaleses Vermelles a les regions de Sandomierz, Lublin i Czerwień (Rutènia Roja occidental) van ser efectivament annexionades per l'estat de Miecislau als anys 70, com a terres valuoses per raons comercials i com a punt de partida per a un futur atac contra el qual s'havia de convertir en la Petita Polònia, després en mans de Bohèmia. Sandomierz sota aquest escenari era el centre central de la zona, amb Czerwień, Przemyśl i Chełm assumint la funció de bastions defensives frontereres.

### Implicació en disputes internes alemanyes; segon matrimoni

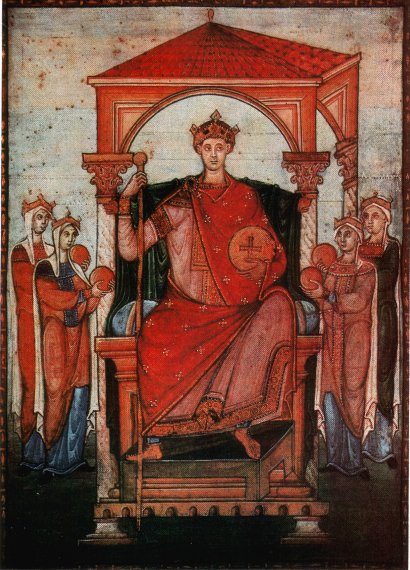
Emperador Otó II, del Registrum Gregorii, c. 983

Després de la mort de l'emperador Otó I el 973, Miecislau, com el seu cunyat, el duc Boleslau II de Bohèmia, es va unir a l'oposició alemanya en suport de l'intent de successió imperial d'Enric II de Baviera. Miecislau pot haver estat motivat per la venjança a causa del veredicte (presumiblement) negatiu de la cimera de Quedlinburg, però, el que és més important, pot haver volgut condicions més favorables per a la seva cooperació amb Alemanya. La participació de Miecislau en la conspiració contra Otó II només es documentar en les cròniques del monestir d'Altàich a la seva entrada per a l'any 974. El duc de Baviera va ser derrotat i l'emperador Otó II va recuperar tot el poder. Poc després, el jove emperador va fer una expedició de represàlia contra Bohèmia, el 978 obligant el duc Boleslau a sotmetre's.
L'any 977 va morir l'esposa de Miecislau, Dobrawa. Al principi no hi va haver repercussions aparents, ja que el governant polonès havia mantingut la seva aliança amb Bohèmia.
L'any 979 Otó II suposadament va atacar Polònia. La menció d'aquest fet es troba a la Crònica dels Bisbes de Cambrai del segle XI. Es desconeixen els efectes d'aquesta expedició, però se sospita que l'emperador no ho va aconseguir. A causa del mal temps, l'emperador va tornar a la frontera de Turíngia i Saxònia el desembre d'aquell any. No és clar si la invasió va tenir lloc realment. La crònica només deia que es tractava d'una expedició contra els eslaus. Els descobriments arqueològics semblen donar suport a la tesi de la invasió d'Otó. En l'últim quart del segle X hi havia hagut una expansió radical de les fortificacions de Gniezno i Ostrów Lednicki, que pot estar associada a la guerra poloneso-alemanya, o a l'esperança d'aquesta. La durada de l'expedició suggereix que podria haver arribat a l'est fins als voltants de Poznań. L'acord polonès-alemany es va concloure a la primavera o possiblement l'estiu de 980, perquè el novembre d'aquell any Otó II va abandonar el seu país i va marxar a Itàlia. Sembla que durant aquest temps Miecislau I es va casar amb Oda d'Haldensleben, filla de Dieteric d'Haldensleben, margravi de la Marca del Nord, després de segrestar-la del monestir de Kalbe. El cronista Thietmar va descriure l'esdeveniment de la següent manera:
Quan la mare de Bolesłau va morir, el seu pare es va casar, sense permís de l'Església, amb una monja del monestir de Kalbe, filla del margravi Dietrich. Oda era el seu nom i la seva culpa era gran. Perquè ella va menysprear els seus vots a Déu i va donar preferència a l'home de guerra davant d'ell (...). Però a causa de la preocupació pel benestar de la pàtria i la necessitat d'assegurar-ne la pau, l'esdeveniment no va provocar cap ruptura de relacions, sinó que es va trobar una manera adequada per restablir la concòrdia. Perquè gràcies a Oda la legió de seguidors de Crist va augmentar, molts presoners van tornar al seu país, els encadenats se'ls va treure les cadenes i es van obrir les portes de les presons per als transgressors.
Tot i que Thietmar no va fer cap menció de la guerra que possiblement va tenir lloc en aquesta ocasió, la informació sobre el retorn de l'acord, l'actuació pel bé del país i l'alliberament dels presoners indiquen que realment es va produir un conflicte.
El matrimoni amb Oda va afectar considerablement la posició i el prestigi de Miecislau, que va entrar al món de l'aristocràcia saxona. Com a gendre del margravi Dietrich, va guanyar un aliat en un dels polítics més influents del Sacre Imperi Romanogermànic. Com que el margravi era un parent llunyà de l'emperador, Miecislau es va convertir en membre del cercle connectat amb la casa governant imperial.

### Cooperació amb Suècia i la guerra contra Dinamarca
Probablement, a principis dels anys 80 Miecislau es va aliar al seu país amb Suècia contra Dinamarca. L'aliança es va segellar amb el matrimoni de la filla de Miecislau Świętosława amb el rei suec Èric el Victoriós. El contingut del tractat es coneix a partir del relat tradicional —no del tot fiable, però provinent directament de la cort danesa— donat per Adam de Bremen. En aquest text, probablement com a resultat de la confusió, en lloc del nom de Miecislau dona el nom del seu fill Boleslau:
El rei dels suecs, Erik, va entrar en una aliança amb el molt poderós rei dels polonesos, Boleslau. Boleslau va donar a Erik la seva filla o germana. A causa d'aquesta cooperació, els danesos van ser derrotats pels eslaus i els suecs.
Miecislau va decidir l'aliança amb Suècia probablement per ajudar a protegir les seves possessions a Pomerània del rei danès Harald Blåtand i el seu fill Sven. Pot ser que hagin actuat en cooperació amb l'entitat autònoma woliniana. Els danesos van ser derrotats c. 991 i el seu governant va ser expulsat. L'aliança dinàstica amb Suècia probablement havia afectat l'equipament i la composició de les tropes de Miecislau. Potser en aquella època es van reclutar els guerrers varegs; la seva presència està indicada per excavacions arqueològiques als voltants de Poznań.

### Participació en la guerra civil alemanya
L'any 982 l'emperador Otó II va patir una desastrosa derrota contra l'emirat de Sicília a la batalla de Capo Colonna. La debilitat resultant del poder imperial va ser explotada pels Lutici, que van iniciar un gran aixecament dels eslaus polabis el 983. L'autoritat alemanya a la zona va deixar d'existir i les tribus polabianes van començar a amenaçar l'Imperi. La mort d'Otó II a finals d'aquell any va contribuir encara més als disturbis. En última instància, els lutici i els obotrites van poder alliberar-se del domini alemany durant els dos segles següents.
L'emperador va deixar un successor menor, Otó III. La seva regència va ser reclamada per Enric II de Baviera. Com l'any 973, Miecislau i el duc txec Boleslau II es van posar al costat del duc de Baviera. Aquest fet es confirma a la crònica de Thietmar, que assenyalava que «Allà també van arribar [a la Dieta de Quedlinburg ], entre molts altres prínceps: Miecislau, Mściwoj i Boleslau i es van comprometre a donar-li suport sota jurament com a rei i governant».
L'any 984 els txecs es van fer càrrec de Meissen, però el mateix any Enric II va renunciar a la seva pretensió al tron alemany.
El paper que va jugar Miecislau I en les lluites posteriors és poc clar perquè les fonts contemporànies són escasses i no estan d'acord. Probablement, l'any 985 el governant polonès va acabar amb el seu suport al duc de Baviera i es va traslladar al costat de l'emperador. Es creu que la motivació de Miecislau va ser l'amenaça que suposava per als seus interessos l'aixecament dels eslaus polabis. El trastorn va ser un problema tant per a Polònia com per a Alemanya, però no per a Bohèmia. A la Crònica de Hildesheim, a l'entrada de l'any 985 s'apunta que Miecislau va venir per ajudar els saxons en la seva lluita contra algunes forces eslaves, probablement els polabes.
Un any més tard, el governant polonès va tenir una reunió personal amb l'emperador, un esdeveniment esmentat als Annals de Hersfeld, que informava que «Otto, el nen-rei va assolar Bohèmia, però va rebre Miecislau que va arribar amb regals».
Segons Thietmar i altres cròniques contemporànies el regal donat per Miecislau a l'emperador era un camell. La reunió va consolidar l'aliança polonesa-alemanya, amb Miecislau unint-se a l'expedició d'Otto contra una terra eslava, que «junts van devastar completament (...) amb foc i una tremenda despoblació». No és clar quin territori eslau va ser envaït. Potser es va produir una altra incursió contra els polabians. Tanmateix, hi ha indicis que es tractava d'una expedició contra els txecs, la primera de Miecislau contra els seus veïns del sud. Possiblement en aquesta ocasió el duc dels Polans va aconseguir l'expansió més important del seu estat, la presa de possessió de la Petita Polònia.
La narració de Thietmar, però, planteja dubtes sobre si l'operació militar unida va tenir lloc realment. El cronista afirma que llavors es va concloure un acord entre l'emperador i el governant bohème Boleslau II el Pietós, que no s'esmenta en cap altra font i és contrari a les realitats de la situació política d'aquella època.
Un altre punt discutible és l'afirmació de Thietmar que Miecislau «es va subordinar al rei». La majoria dels historiadors creuen que només era qüestió de reconeixement de l'autoritat reial d'Otó. Alguns suggereixen que podria haver estat involucrat una relació de fidelitat.

### Guerra contra Bohèmia; incorporació de Silèsia i la Petita Polònia
Tant si la invasió germanopolonesa de Bohèmia va tenir lloc o no, les relacions amistoses entre els txecs i els polonesos van arribar a la seva fi. Bohèmia va reprendre la seva aliança anterior amb els Lutici, que, el 990, va resultar en una guerra amb Miecislau, que va ser recolzat per l'emperadriu Teòfano Esclerena. El duc Boleslau II va ser probablement el primer a atacar. A conseqüència del conflicte, Silèsia va ser presa per Polònia. No obstant això, l'annexió de Silèsia possiblement va tenir lloc cap a l'any 985, perquè durant aquest any ja s'estaven construint els principals reductes de Piast a Breslau, Opole i Głogów.
El tema de la incorporació de la Petita Polònia tampoc està completament resolt. Possiblement, Miecislau va prendre la regió abans del 990, cosa que indica la vaga observació de Thietmar, que va escriure sobre un país pres per Miecislau a Boleslau. A la llum d'aquesta teoria, la conquesta de la Petita Polònia podria ser un motiu de la guerra, o la seva primera etapa. Molts historiadors van suggerir que el domini txec sobre la Petita Polònia era només nominal i probablement limitat al control indirecte de Cracòvia i potser d'alguns altres centres importants. Aquesta teoria es basa en la manca de descobriments arqueològics, la qual cosa indicaria grans inversions en edificis realitzades per l'estat de Bohèmia.
Després de la seva incorporació, la Petita Polònia es va convertir suposadament en la part del país assignada al fill gran de Miecislau, Boleslau, cosa que s'indica indirectament a la crònica de Thietmar.
Alguns historiadors, a partir de la crònica de Cosme de Praga, creuen que la conquesta de les terres al voltant del baix riu Vístula va tenir lloc després de la mort de Miecislau, concretament l'any 999. També hi ha una teoria segons la qual durant aquest període de transició la Petita Polònia va ser governada per Boleslau, l'autoritat del qual li va ser concedida pel duc de Bohèmia.

### Dagome iudex

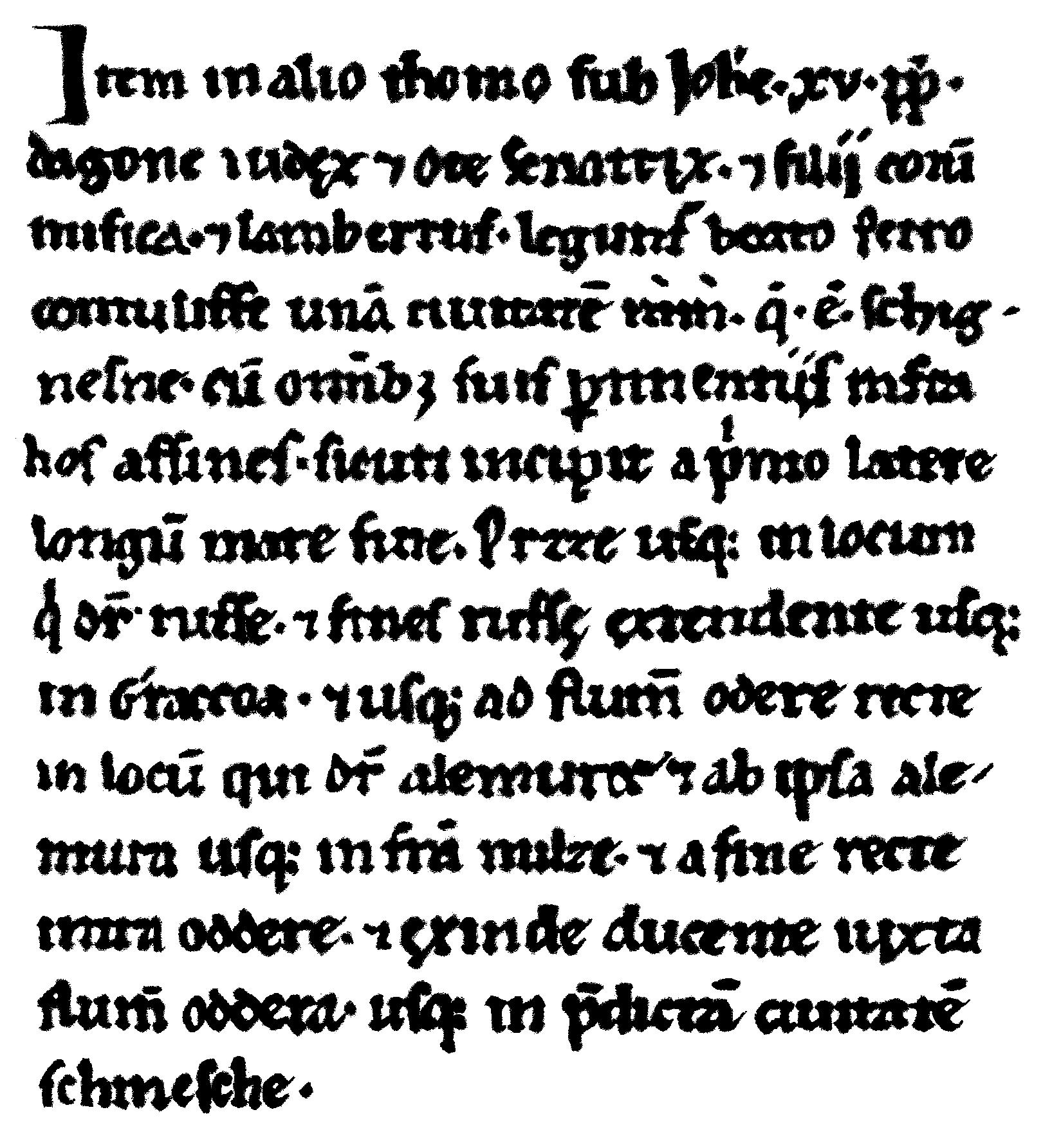
Dagome iudex

El 980 es casava amb Oda d'Haldensleben, filla de Dieteric d'Haldensleben, marcgravi de la Marca del Nord, després de segrestar-la des del monestir de Kalbe. El 981 Miecislau perdia la terra coneguda com a Grody Czerwieńskie a favor de Vladimir I, príncep de Kíev. El 986, poc després de la mort de l'emperador Otó II (†983), prometia fidelitat a l'Emperador Otó III, i l'ajudava a les guerres contra els polabians. Poc després donava el seu estat en feu al papa en un document normalment anomenat el Dagome Iudex. Aquest document indexa les terres de Miecislau, anomenat Dagome al document, de la seva muller Oda d'Haldensleben, de l'antiga muller Doubravka de Bohèmia i els seus fills. L'altre fill Boleslau I no és esmentat. Se suposa que el nom genuí era Dago o Dagr i que era del Daglinger reial de Noruega. El 990 conqueria Silèsia (Śląsk) i Petita Polònia (Małopolska). Només s'ha conservat un resum imprecís posterior del document. Hi ha dues teories principals sobre les raons darrere de l'emissió de Dagome iudex:
- Segons la primera teoria, el document era un esforç per transformar el bisbat missioner existent en una organització regular de l'Església catòlica, que cobriria tot l'estat de Miecislau. Aquesta comprensió implica que l'arranjament va portar al pagament per part de Polònia d’un penic de Peter.
- La segona teoria suposa que el document es va crear per tal de protegir els interessos de la segona esposa de Miecislau, Oda, i els seus fills (que van ser nomenats al document) després de la mort de Miecislau. Bolesław, el fill gran de Miecislau, la mare del qual era Dobrawa, no va ser nomenat al document. Tanmateix, un dels fills de Miecislau i Oda, Świętopełk, tampoc va ser esmentat.

Dagome iudex té una importància cabdal per a la història polonesa perquè ofereix una descripció general de la ubicació geogràfica de l'estat polonès al final del regnat de Miecislau.
Del seu primer matrimoni tenia un fill, el seu successor Boleslau, i dues filles, Sigrid (Świętosława) i una amb el nom desconegut. Sigrid era la muller d'Eric VI de Suècia i més tard (com la reina Gunhilda) del rei Sweyn Forkbeard de Dinamarca, i mare del rei Canut de Dinamarca i Anglaterra. Świętosława és generalment acceptat pels historiadors com la millor aproximació del nom eslau d'aquesta primera filla. La segona filla es casava probablement amb un príncep eslau pomeranià. Del seu segon matrimoni tenia tres fills; Miecislau, Lambert, i Świętopełk.

### Regnat tardà, mort i successió

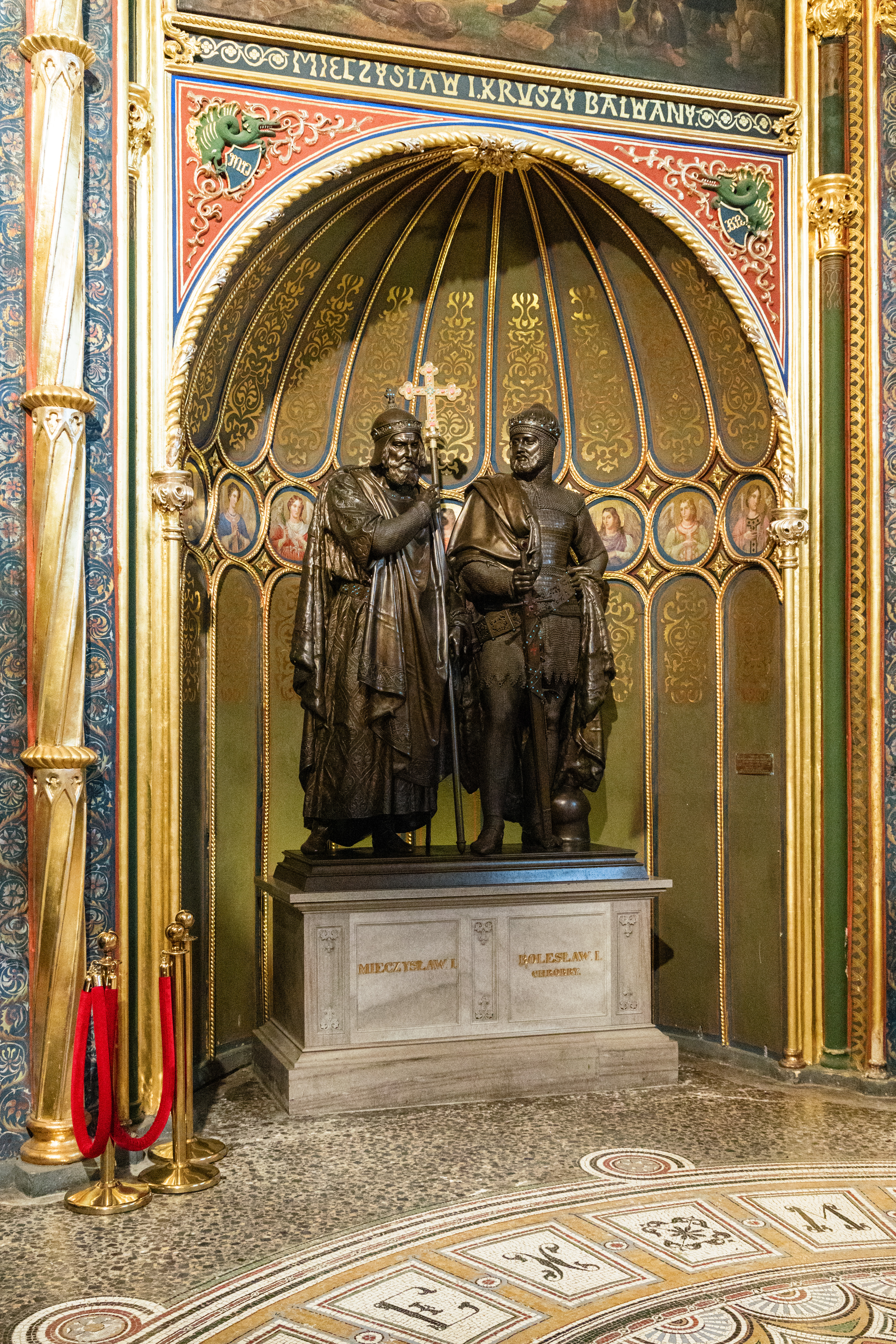
Tomba monumental de Miecislau I i Boleslau I de Christian Daniel Rauch

Durant els seus últims anys de vida, Miecislau es va mantenir lleial a l'aliança amb el Sacre Imperi Romanogermànic. El 991 va arribar a una reunió a Quedlinburg, on va participar en l'habitual intercanvi de regals amb Otton III i l'emperadriu Théophanu. El mateix any va participar en una expedició conjunta amb el jove rei a Brandenburg.
Miecislau va morir el 25 de maig de 992. Les fonts no donen motius per creure que la seva mort es va produir per causes diferents de les naturals. Segons Thietmar, el governant polonès va morir en una vellesa, vençut de febre. Probablement va ser enterrat a la catedral de Poznań. Les restes del primer governant històric de Polònia mai s'han trobat i el lloc del seu enterrament no es coneix amb certesa. El 1836–1837 es va construir un cenotafi per a Miecislau I i el seu successor Boleslau I el Valent a la Capella d'Or a la catedral de Poznań, on es van col·locar les restes danyades trobades a la tomba de Boleslau del segle XIV.
Segons Thietmar Miecislau I va dividir el seu estat abans de la seva mort entre uns quants prínceps. Probablement eren els seus fills: Boleslau I el Valent, Miecislau i Lambert.

## Llegat
A Miecislau se li atribueix principalment la unificació de les terres poloneses. El seu estat va ser el primer estat que es podia anomenar Polònia. Sovint se'l considera el fundador, el principal creador i constructor de l'estat polonès. La seva acceptació del catolicisme romà va portar a la inclusió de Polònia a la civilització i les estructures polítiques principals de l'Europa catòlica romana. Va patrocinar la construcció d'esglésies. La catedral de Gniezno va ser construïda durant el govern de Miecislau. És molt probable que el duc també fundés l'església d'Ostrów Tumski i la catedral de Poznań. Possiblement durant el regnat de Miecislau, Polònia va començar a encunyar la seva pròpia moneda, el denari, encara que segons S. Suchodolski, el sistema monetari va ser instal·lat pel net i homònim de Miecislau, Miecislau II Lambert.
Al final del seu govern, Miecislau I va deixar als seus fills un territori almenys el doble del que va heretar del seu pare. Les més significatives van ser les addicions de Silèsia, Pomerània Occidental i probablement la Petita Polònia, inclosa Cracòvia. Va ser el primer governant que va dur a terme una política exterior eficient, que incloïa acords amb Alemanya, Bohèmia i Suècia, i va utilitzar amb prudència els seus recursos militars.
Miecislau apareix a l'anvers del bitllet de 10 zlotys polonesos.